# Ferdinand Marcos
Ferdinand Edralin Marcos (ur. 11 września 1917 w Sarrat, zm. 28 września 1989 w Honolulu) – filipiński polityk, deputowany do Izby Reprezentantów (1949–1959), senator (1959–1965) i przewodniczący Senatu (1963–1965). Prezydent i dyktator Filipin w latach 1965–1986.
Mąż Imeldy Marcos i ojciec 17. prezydenta Filipin Ferdinanda Marcosa Jr.

## Życiorys

### Wczesne lata
Urodził się w 1917 roku w Sarrat na północy wyspy Luzon. Uczęszczał do szkoły w Manili. W 1939 roku ukończył z wyróżnieniem wydział prawa Uniwersytetu Filipińskiego. W czasie II wojny światowej służył w armii filipińskiej. Został wzięty do niewoli japońskiej i zmuszony do wzięcia udziału w tak zwanym marszu śmierci z Bataan do środkowego Luzonu. Później udało mu się uciec z niewoli. Według jego własnej relacji: aktywnie uczestniczył potem w działaniach filipińskiej, antyjapońskiej partyzantki. Brak jednak innych poświadczonych dowodów na temat jego aktywnego udziału w walce ruchu oporu.

### Początki działalności politycznej
Po wojnie Marcos w latach 1946–1947 pełnił funkcję asystenta Manuela Roxasa, pierwszego prezydenta niepodległych Filipin. W latach 1949–1959 sprawował mandat deputowanego do Izby Reprezentantów, a w latach 1959–1965 zasiadał w senacie. Wkrótce potem rozpoczął starania o uzyskanie nominacji prezydenckiej z ramienia Partii Liberalnej. Wobec braku poparcia liberałów postanowił związać się z Partią Narodową i wystąpić przeciw kandydatowi liberałów Diosdado Macapagalowi. Po zaciętej kampanii wyszedł zwycięsko z konfrontacji wyborczej i 30 grudnia 1965 roku został prezydentem Filipin. Cztery lata później wybrano go ponownie.

### Rządy prezydenckie
Pierwsze dwie kadencje Marcosa znaczą ważne reformy, służące poprawie sytuacji rolnictwa, przemysłu i edukacji. Stopniowo jednak w kraju zaczęły nasilać się różnorakie konflikty i napięcia. W odpowiedzi Marcos 21 września 1972 roku wprowadził stan wyjątkowy i przeprowadził masowe aresztowania politycznych przeciwników. Rozwiązał parlament i wprowadził nową konstytucję, znacznie zwiększającą jego władzę. W styczniu 1981 roku zniósł stan wyjątkowy, w dalszym ciągu jednak sprawował władzę za pomocą dekretów.
Przeciwko dyktatorskim rządom od przełomu lat 60. i 70. walkę prowadziła partyzantka muzułmańska z Narodowego Frontu Wyzwolenia Moro oraz lewicowa skupiona w Nowej Armii Ludowej. Równocześnie przeciwko jego dyktaturze występowała opozycja liberalna z Benigno Aquino na czele, którego Marcos kazał uwięzić. Po ośmiu latach więzienia Aquino, cieszący się dużą popularnością wśród ludności, został zwolniony i wyjechał do Stanów Zjednoczonych, gdzie przeszedł operację serca. Po zakończeniu kuracji zdecydował się powrócić do Filipin. 21 sierpnia 1983 roku został jednak zastrzelony na lotnisku w Manili. Jego śmierć spowodowała wybuch zamieszek w całym kraju. Marcos został zmuszony do powołania komisji śledczej, która ustaliła, że za zamach odpowiedzialny był najwyższy rangą oficer armii filipińskiej, krewny i bliski współpracownik Marcosa – generał Fabian Ver.
Jego wizerunek znajdował się na monecie obiegowej o nominale 5 peso emitowanej w 1975 i 1982 roku.

### Wybory 1986 roku i oddanie władzy
Starając się umocnić swą pozycję, Marcos zarządził przeprowadzenie wyborów prezydenckich na 15 lutego 1986. Jego główną kontrkandydatką została wdowa po zastrzelonym Aquino – Corazon Aquino. Marcos ogłosił zwycięstwo w wyborach. Opozycja nie uznała rezultatów głosowania, zarzucając masowe oszustwa wyborcze.

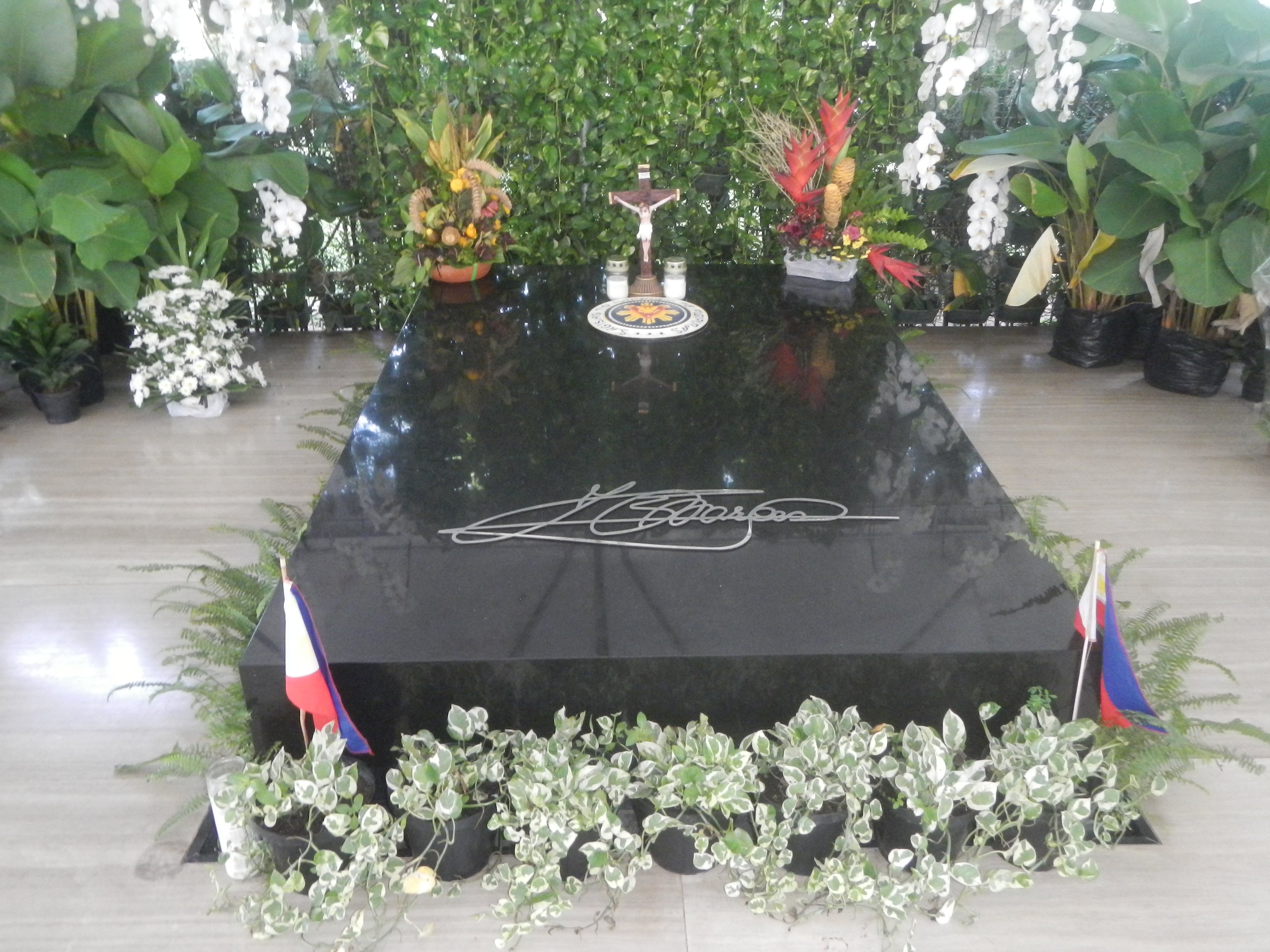
Grób Marcosa w Manili.

22 lutego minister obrony Juan Ponce Enrile i zastępca dowódcy armii generał Fidel Ramos wezwali Marcosa do rezygnacji. Kardynał Jaime Lachica Sin wezwał ludzi do udziału w protestach za pośrednictwem kościelnej rozgłośni Radio Veritas. W następnych dniach setki tysięcy ludzi demonstrowało na ulicach Manili. Wśród nich było wielu księży i zakonnic, którzy demonstrowali w nocnej procesji przed pałacem prezydenckim, niosąc replikę patronki Filipin Matki Bożej Różańcowej. Część oddziałów, wysłanych przez Marcosa do stłumienia protestów, przeszła na stronę demonstrantów. Wydarzenia zyskały miano rewolucji różańcowej.
Corazon Aquino została zaprzysiężona na prezydenta 25 lutego 1986 roku. Równocześnie w pałacu prezydenckim odbyło się zaprzysiężenie Marcosa. Jednak tego samego dnia wieczorem, za radą amerykańskiego senatora Paula Laxalta, zdecydował się na ucieczkę z kraju wraz z rodziną. Administracja Reagana dostarczyła mu samolot wojskowy, którym dotarł na wyspę Guam, a niedługo później na Hawaje.
Marcos w ostatnich latach życia cierpiał na toczeń rumieniowaty układowy oraz chorobę nerek w związku z czym przebył dwa przeszczepy. Zmarł na atak serca 28 września 1989 roku w szpitalu St. Francis Medical Center w Honolulu na Hawajach, gdzie był hospitalizowany od 9 miesięcy. Pochowany został 15 października 1989 w tym samym mieście. Jego ciało zostało przetransportowane na Filipiny w 1992 roku. Spoczął w szklanej trumnie, wystawionej na publiczny widok w mauzoleum w Batac. Po wyrażeniu zgody przez prezydenta Duterte, 17 września 2016 Marcos został pochowany na cmentarzu bohaterów w Manili.